# Musikfest der Zigeuner

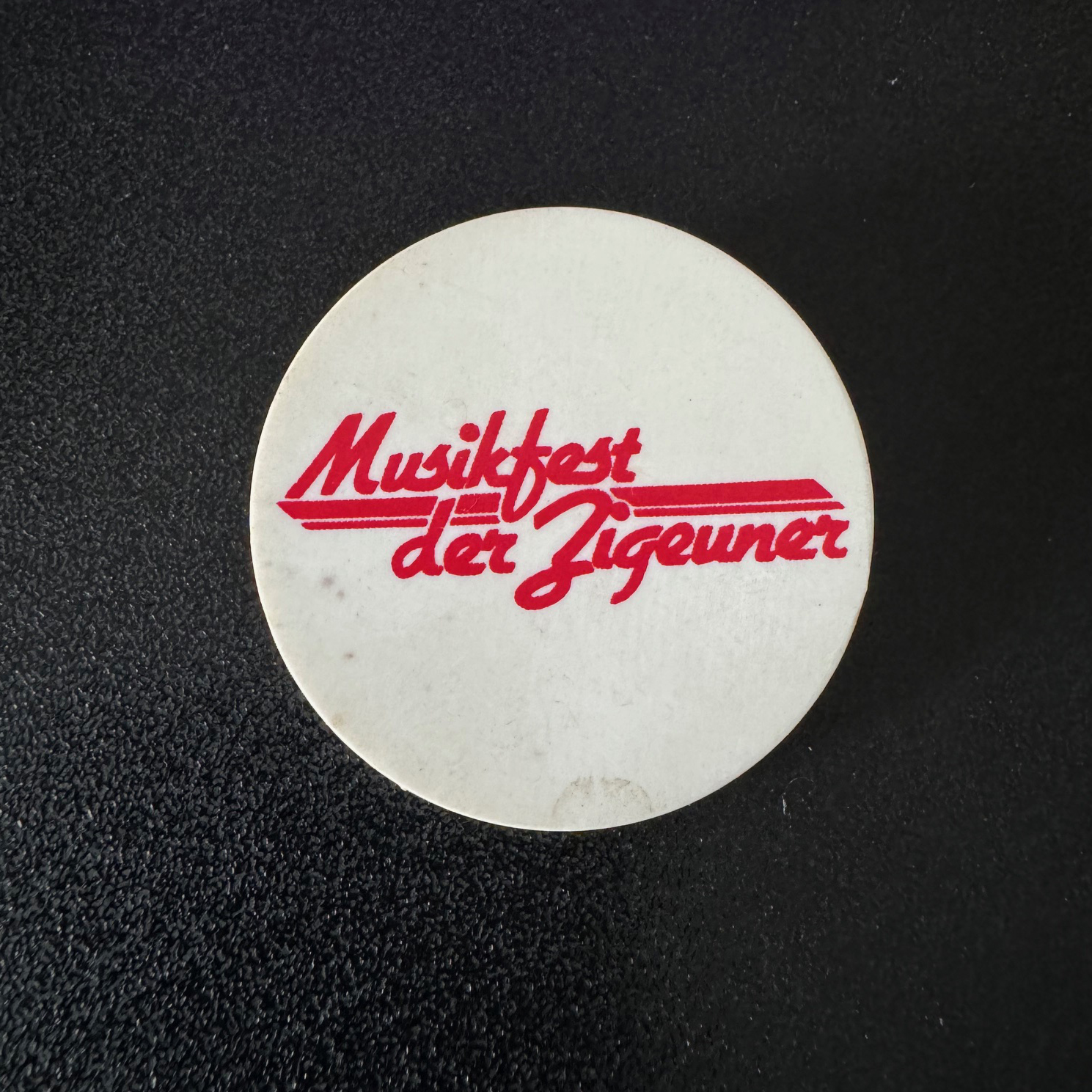
Anstecknadel für den Eintritt zum Musikfest der Zigeuner 1979 in Darmstadt.

Das Musikfest der Zigeuner fand am 13. und 14. Oktober 1979 auf dem Messplatz in Darmstadt statt. Veranstaltet wurde es u. a. von der Arbeitsstelle für Erwachsenenbildung der Evangelischen Kirche in Hessen und Nassau.

## Bands und Musiker (Auswahl)
Auf dem Musikfest der Zigeuner spielten unter anderen Biréli Lagrène, Tchavolo Schmitt, Vadi Mettbach, Alfred Lora, Hot Club the Zigan, Dunja Blum, Bobby Falta, La Romanderie, Schmitto Kling, Markus Reinhardt, Romani Weiss, Martin Weiss, Häns’che Weiss und Titi Winterstein.